# 索沃泰尔
索沃泰尔（法語：Sauveterre，法語發音：[sovtɛʁ]）是法国奥克西塔尼大区加尔省的一个市镇，位于该省东部，属于尼姆区和大阿维尼翁城市圈公共社区。

## 地名
“Sauveterre”（索沃泰尔）是“Sauveté”的变体，在法语中意为“济难所”。法国多个省份亦有同名市镇。

## 地理
索沃泰尔（44°1'33"N, 4°47'35"E）面积13.09 平方千米，位于法国奧克西塔尼大區加尔省，该省份为法国南部沿海省份，南端濒地中海，北起顺时针与阿尔代什省、沃克吕兹省、罗讷河口省、埃罗省、阿韦龙省和洛泽尔省接壤。
与索沃泰尔接壤的市镇（或旧市镇、城区）包括：皮若、罗克莫尔、阿维尼翁新城、索尔格。
索沃泰尔的时区为UTC+01:00、UTC+02:00（夏令时）。

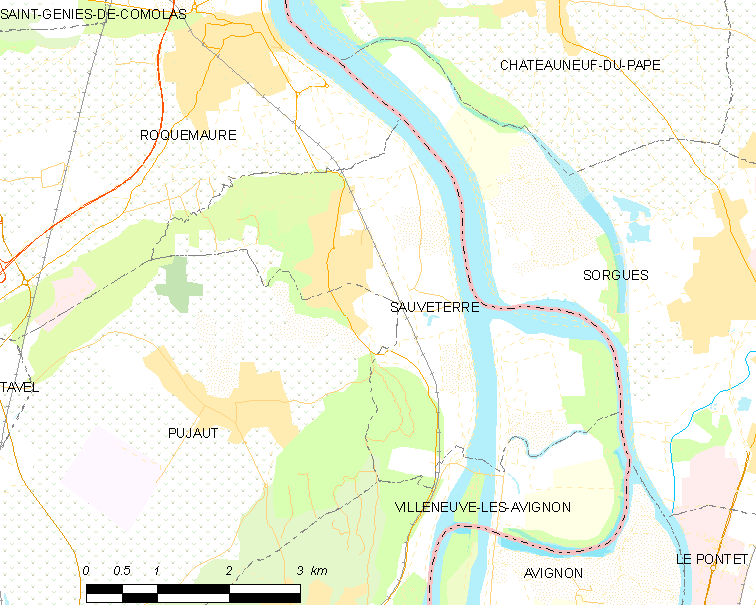
索沃泰尔的OSM定位图

## 行政
索沃泰尔的邮政编码为30150，INSEE市镇编码为30312。

## 政治
索沃泰尔所属的省级选区为罗克莫尔县。

## 人口

1962-2008年间索沃泰尔人口变化图示

索沃泰尔于2022年1月1日时的人口数量为2013人。